# Montoire-sur-le-Loir
Montoire-sur-le-Loir – miejscowość i gmina we Francji, w Regionie Centralnym, w departamencie Loir-et-Cher. Według danych na rok 2008 gminę zamieszkiwało 4087 osób, a gęstość zaludnienia wynosiła 194 osoby/km². Montoire-sur-le-Loir jest miastem partnerskim Łowicza.

## Historia

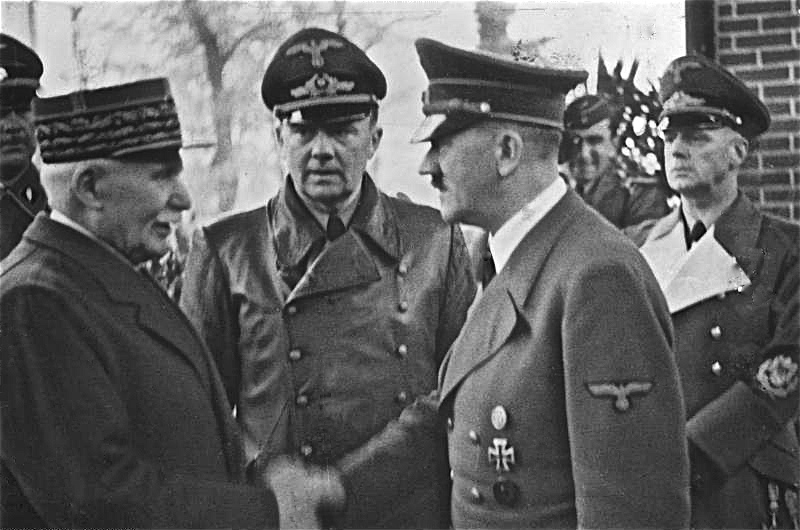
Spotkanie Adolfa Hitlera z Philippe'em Pétainem (1940), od lewej: marszałek Francji Philippe Pétain, Dr. Paul Otto Gustav Schmidt (dyrektor prasowy Ministerstwa Spraw Zagranicznych III Rzeszy), Adolf Hitler i Joachim von Ribbentrop (minister spraw zagranicznych III Rzeszy)

W Montoire-sur-le-Loir 24 października 1940 roku nastąpiło spotkanie i uściśnięcie dłoni między przywódcą nazistowskich Niemiec, Adolfem Hitlerem a przywódcą Francji Vichy, marszałkiem Philippe'em Pétainem. Sygnowało ono zorganizowaną kolaborację Francji na rzecz niemieckiego reżimu.

Informacja o zdarzeniu została przekazana do wiadomości publicznej 30 października w przemówieniu radiowym, gdy Pétain ogłosił: 

Wchodzę dziś na drogę współpracy 
 (fr. J'entre aujourd'hui dans la voie de la collaboration).

Spotkanie, zainicjowane dwa dni wcześniej przez francuskiego polityka Pierre'a Lavala, odbyło się w wagonie kolejowym niedaleko stacji kolejowej na obrzeżach miasta. 